# Tropisetron
Tropisetron je vrlo moćan i selektivan kompetitivni antagonist 5-HT3 receptora, podskupine serotoninskih receptora smještenih u perifernim neuronima i unutar središnjeg živčanog sustava. Neke supstancije, uključujući određene kemoterapijske agense, smatraju se okidačem za oslobađanje serotonina (5 HT) iz stanica sličnih enterokromafinu u visceralnoj mukozi i time se izaziva refleks za povraćanje kao i popratni osjećaj mučnine. 
Tropisetron selektivno blokira podraživanje presinaptičkih 5-HT3 receptora perifernih neurona u ovom refleksu, a može djelovati i izravno na 5-HT3 receptore unutar središnjeg živčanog sustava koji prenose podražaje parasimpatikusa u areu postremu. Smatra se da se na ovim učincima temelji mehanizam antiemetskog djelovanja tropisetrona. Tropisetron djeluje 24 sata, što omogućuje primjenu jedanput na dan. U studijama, gdje je tropisetron primjenjivan tijekom više kemoterapijskih ciklusa, preparat je uvijek očuvao svoju djelotvornost. Tropisetron sprječava mučninu i povraćanje zbog liječenja citostaticima, a pritom ne izaziva neželjene ekstrapiramidalne učinke.

## Farmakokinetika
Tropisetron se brzo resorbira iz gastrointestinalnog trakta (srednje poluvrijeme oko 20 minuta), i to gotovo potpuno (više od 95%). Najviša koncentracija u plazmi postiže se unutar 3 sata. Apsolutna biološka raspoloživost ovisi o dozi i iznosi približno 60% uz dozu od 5 mg, a viša je (do 100%) uz dozu od 45 mg. Tropisetron se u iznosu od 71% veže na proteine plazme na nespecifični način. Apsolutna biološka raspoloživost i poluvrijeme raspada u djece slično je kao u zdravih dobrovoljaca. Volumen razdiobe u odraslih je 400 do 600 litara, u djece od 3 do 6 godina oko 145 l, a u djece od 7 do 15 godina oko 265 litara.
Metabolizam tropisetrona odvija se hidroksiliranjem njegovog indolskog prstena u položajima 5, 6 i 7, nakon čega se konjugira u glukuronid ili sulfat i izluči mokraćom ili putem žuči (odnos urin/feces je 5:1). Metaboliti imaju vrlo reducirani potencijal za 5-HT3 receptore i ne doprinose farmakološkom djelovanju lijeka. Metabolizam tropisetrona ovisi o genetski određenom spartein/debrizokin polimorfizmu. Poznato je da oko 8% bijele populacije ima slabi metabolizam spartein/debrizokin putem. Poluvrijeme eliminacije (beta-faza) je oko 8 sati u osoba s ekstenzivnim metabolizmom, a sa slabim se može protegnuti na 45 sati. Ukupni klirens tropisetrona je oko 1 l/min, čemu klirens bubrega doprinosi oko 10%. U osoba sa slabim metabolizmom ukupni klirens je smanjen na 0,1 do 0,2 l/min, premda bubrežni klirens ostaje nepromijenjen. Smanjenje nebubrežnog klirensa rezultira približno 4 do 5 puta duljim poluvremenom eliminacije i 5 do 7 puta višim vrijednostima područja ispod krivulje (AUC). Cmax i volumen distribucije nisu različiti ako ih se uspoređuje u osoba s ekstenzivnim metabolizmom. U osoba sa slabim metabolizmom, mokraćom se izlučuje razmjerno veći dio nepromijenjenog tropisetrona nego u osoba s ekstenzivnim metabolizmom.
Tijekom ponovljene primjene tropisetrona u dozama višim od 10 mg dvaput na dan može se javiti zasićenje jetrenog enzimskog sistema uključenog u metabolizam tropisetrona, što rezultira porastom koncentracije u plazmi u ovisnosti o dozi. Međutim, čak i u osoba sa slabim metabolizmom izlaganje takvim dozama ostaje unutar podnošljivih granica. Stoga uz preporučeno doziranje od 5 mg jedanput na dan tijekom 6 dana za prevenciju mučnine i povraćanja izazvanih kemoterapijom raka akumulacije lijeka nema kliničkog značenja.  

## Terapijske indikacije
- Prevencija mučnine i povraćanja izazvanih citostaticima
- Terapija postoperativne mučnine i povraćanja
- Prevencija postoperativne mučnine i povraćanja u bolesnika s velikim rizikom za postoperativnu mučninu i povraćanje.

## Kontraindikacije
Preosjetljivost na tropisetron ili neku drugi antagonist 5-HT3 receptora, odnosno na neku od komponenti u sastavu lijeka.

## Mjere opreza
Nema podataka o utjecaju lijeka u vožnji. Treba uzeti u obzir pojavu vrtoglavice i umora kao nuspojave. U bolesnika s nekontroliranom hipertenzijom dnevne doze tropisetrona više od 10 mg treba izbjegavati, jer bi moglo doći do daljnjeg povišenja tlaka.

### Interakcije
Uzimanje kapsula s hranom može dovesti do laganog porasta biološke raspoloživosti, od približno 60% na oko 80%, što nije od kliničke važnosti. Istovremena primjena tropisetrona s rifampicinom ili drugim lijekovima koji induciraju jetrene enzime (na pr. fenobarbital) ima za posljedicu niže koncentracije tropisetrona u plazmi, što zahtijeva povećanje doze u osoba s ekstenzivnim metabolizmom (ali ne u osoba sa slabim metabolizmom). Inhibitori enzima citokrom P450 kao što su cimetidin zanemarivo utječu na koncentracije tropisetrona u plazmi, pa nije potrebno prilagođavanje doziranja.

### Trudnoćaidojenje
Tropisetron se ne smije davati trudnicama, osim u slučaju prevencije postoperativne mučnine i povraćanja te završetka rane trudnoće kao dio kirurškog postupka. U štakora je, nakon primjene markiranog tropisetrona, uočena radioaktivnost u izlučenom mlijeku. Nije poznato prelazi li tropisetron u humano mlijeko i zato bolesnice na tropisetronu ne bi smjele dojiti.

## Doziranje i način uporabe

### Prevencija mučnine i povraćanja uzrokovanih citostaticima
Djeca: Preporučene doze Tropisetrona u djece iznad 2 godine života su 2 mg/kg, maksimalno do 5 mg na dan. Preporuča se intravensko davanje Tropisetrona na dan 1, kratko vrijeme prije kemoterapije, ili u obliku infuzije (razrjeđene uobičajenim infuzijskim otopinama kao što su fiziološka otopina, Ringerova otopina, 5%-tna glukoza ili 5%-tna levuloza), ili u obliku polagane injekcije (ne kraće od 1 minute); nakon toga tropisetron se daje peroralno na dane 2-6. Tropisetron se može davati u obliku peroralne otopine odmah nakon što se potrebna količina tropisetrona iz ampule razrijedi sokom od naranče ili koka kolom, a uzima se ujutro, jedan sat prije jela.
Odrasli: Tropisetron se preporuča odraslima kao 6-dnevna kura od 5 mg/dan, tako da se na dan 1 neposredno prije kemoterapije daje infuzija (razrjeđena uobičajenim infuzijskim otopinama kao što su fiziološka otopina, Ringerova otopina, 5%-tna glukoza ili 5%-tna levuloza) ili polagana injekcija (ne kraća od 1 minute); zatim se daje peroralno na dane 2-6. Ako sam tropisetron ne daje zadovoljavajući antiemetski učinak, djelovanje se može pojačati deksametazonom. Kapsule treba uzimati s vodom ujutro odmah nakon ustajanja, jedan sat prije jela.

### Liječenje i prevencija postoperativne mučnine i povraćanja
Odrasli: Tropisetron se preporučuje intravenski u dozi od 2 mg ili u obliku infuzije (razrjeđen u običnoj infuzijskoj otopini kao što je fiziološka otopina, Ringerova otopina, 5% tna glukoza ili 5%-tna levuloza) ili kao polagana injekcija (ne kraće od 30 sekundi). Za prevenciju postoperativne mučnine i povraćanja tropisetron treba dati kratko vrijeme prije početka anestezije.
Uporaba u osoba sa slabim metabolizmom spartein/debrizokina: U bolesnika koji spadaju u tu grupu (oko 8% bijele populacije) poluvrijeme eliminacije tropisetrona je produljeno (4 do 5 puta dulje od osoba s ekstenzivnim metabolizmom). Međutim, kada se tropisetron daje intravenski u dozama do 40 mg dva puta na dan tijekom 7 dana zdravim dragovoljcima koji imaju slabi metabolizam, nisu nastupile ozbiljnije nuspojave. Ovo zapažanje ukazuje da šestodnevna primjena u bolesnika sa slabim metabolizmom uz dnevno doziranje od 5 mg ne zahtijeva smanjenje doze.
Uporaba u bolesnika s poremećenom funkcijom jetre i bubrega: Nikakve promjene u farmakokinetici tropisetrona ne javljaju se u bolesnika s akutnim hepatitisom ili cirozom jetre. Dapače, bolesnici s cirozom jetre ili poremećajem bubrežne funkcije mogu imati čak 50% više koncentracije u plazmi od onih nađenih u zdravih dobrovoljaca koji pripadaju grupi ekstenzivnih metaboličara spartein/debrizokina. Stoga nije potrebno smanjivati dozu takvih bolesnika ako se primjenjuje 6-dnevna kura od 5 mg tropisetrona na dan.
Uporaba u djece: Djeca iznad 2 godine života dobro podnose tropisetron.
Uporaba u starijih osoba: Nema podataka koji bi ukazivali na potrebu različitog doziranja, a i nuspojave su iste kao u mlađih bolesnika.

## Predoziranje
Simptomi: Uz vrlo visoke, ponovljene doze primijećene su vidne halucinacije, a u bolesnika s prethodnom hipertenzijom opaža se porast tlaka.
Terapija: Indicirano je simptomatsko liječenje uz često praćenje vitalnih funkcija i pažljivo promatranje bolesnika.

## Nuspojave
Općenito, nuspojave su prolazne uz preporučeno doziranje. S dozom od 2 mg najčešće se javlja glavobolja, a s dozom od 5 mg opstipacija i rjeđe vrtoglavica, umor i gastrointestinalne smetnje kao što je bol u trbuhu i proljev.
Kao i s drugim antagonistima 5-HT3 receptora, rjeđe se mogu zapaziti reakcije preosjetljivosti (tip I reakcija) s jednim ili više sljedećih simptoma: crvenilo lica i/ili generalizirana urtikarija, pritisak u grudima, dispneja, akutni bronhospazam i hipotenzija. U vrlo rijetkim slučajevima zabilježeni su kolaps, sinkopa, ili kardiovaskularni arest, međutim, kao i s drugim antagonistima 5-HT3 receptora, uzročna veza s tropisetronom nije potvrđena. Neku od ovih nuspojava može izazvati, istovremena primjena drugih lijekova ili postojeća bolest.

## Vanjske poveznice
- Farmakalogija - Antiemetici
- Lijekovi u torbi liječnika primarne zdravstvene zaštite  Arhivirana inačica izvorne stranice od 14. veljače 2008. (Wayback Machine)
- Službeni site
- Navoban data sheet  Arhivirana inačica izvorne stranice od 28. rujna 2007. (Wayback Machine)